# Museu Marítim, Fluvial i Portuari de Rouen
El Museu Marítim, Fluvial i Portuari (en francès Musée Maritime, Fluvial et Portuaire) és un museu sobre la història del port de Rouen i la navegació.

## Edifici

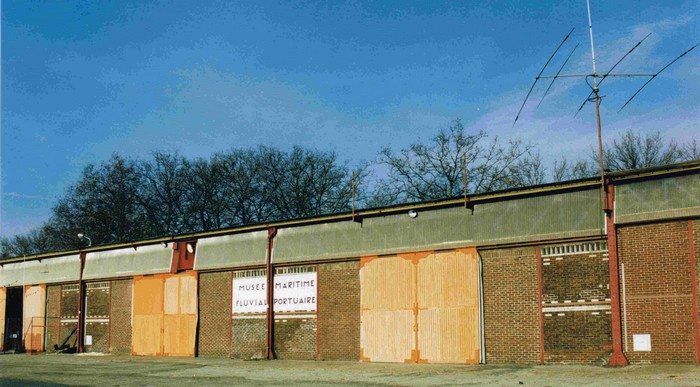
L'Hangar 13, on és situat el museu

El museu està ubicat en un edifici antic port, Edifici 13, no gaire lluny del nou pont de Gustave Flaubert. L'edifici va ser construït el 1926, i va ser anomenat Edifici M fins a 1966, quan el Port Autònom de Rouen (Port autonome de Rouen) va ser creat.
Fins a la dècada de 1970 va ser arrendat a la Societat Schiaffino, que transportava vi entre Rouen i el nord d'Àfrica i la va utilitzar com a magatzem de vi fins que va venir un edifici, va ser construït i, posteriorment, sobretot per a la fruita.
L'edifici va ser utilitzat posteriorment per una sèrie d'empreses diferents fins al 1984, quan es va convertir en superàvit causa de la grandària insuficient

## Seccions
Les seccions principals del museu són:
- La història del port, amb moltes fotografies
- Els grans vaixells de vela
- La marina mercant
- La navegació fluvial (amb la maqueta d'una resclosa)
- La construcció naval
- La història dels submarins